# Patto giurato
Patto giurato è un film italiano del 1917 diretto da Alfredo Robert.